# Andreas Bordan
Andreas Bordan (* 14. Mai 1964) ist ein ehemaliger deutscher Fußballspieler.

## Karriere
Andreas Bordan spielte in der Jugend des FC Schalke 04. Er nahm als Schalker Jugend-Talent bei Frank Elstners Sendung Die Montagsmaler mit den damaligen Schalke-Profis Erwin Kremers, Helmut Kremers, Rolf Rüssmann und Jürgen Sobieray teil. Als B-Jugendspieler erreichte er mit den Knappen in der Saison 1979/80 das Finale der deutschen Fußballmeisterschaft. Die Mannschaft scheiterte in der Gelsenkirchener Glückauf-Kampfbahn an Eintracht Frankfurt. Im nächsten Jahr spielte Bordan in der A-Jugend und erreichte erneut das Finale der deutschen Juniorenmeisterschaft. Das Finale gegen den VfB Stuttgart ging ebenfalls verloren. In seinem zweiten Jahr in der A-Jugend wechselte er zum VfL Bochum, 1982 gehörte Bordan dann zum Kader der Bochumer in der Bundesliga. Nach zwei Jahren ging er zum SV Darmstadt 98. Seit 2015 besitzt er die Fitnesstrainer-A-Lizenz und absolvierte den VIVAWEST Halbmarathon 2014.

### Nationalmannschaft
Im August 1980 spielte er mit der deutschen U-17-Auswahl das Nordlandturnier in Deutschland. Teilnehmer waren neben Deutschland: Dänemark, Finnland, Island, Norwegen und Schweden. Nach Siegen gegen Dänemark (2:0) in Fulda und Island (5:0) in Stadtallendorf verlor man das Endspiel in Marburg gegen Norwegen mit 0:1.